# Орлов Олександр Михайлович
Олександр Михайлович Орлов (у відділі кадрів НКВД значився як Лев Лазаревич Нікольський, в США — Ігор Костянтинович Берг, справжнє ім'я — Лев (Лейба) Лазаревич Фельдбін; 21 серпня 1895, Бобруйськ, Мінська губернія — 25 березня 1973, Клівленд, штат Огайо) — радянський розвідник, майор держбезпеки (1935). Нелегальний резидент у Франції, Австрії, Італії (1933—1937), резидент НКВД і радник республіканського уряду з безпеки в Іспанії (1937—1938).
Від липня 1938 року — утікач з СРСР, жив у США, викладав в університетах.
На Заході О. Орлова називали генералом, прирівнюючи його звання майора держбезпеки до звання генерал-майор.

## Кар'єра і операція «Московське золото»
Орлов народився у відносно заможній родині продавця деревини і був одним з 20 дітей. Він з дитинства мріяв про військову кар'єру, але оскільки походив з єврейської родини, знав, що вище чина офіцера в царській Росії не підніметься. Прихід до влади більшовиків, які в перші роки не переслідували євреїв і мали євреїв у своїх керівних лавах, відродив його надію на успішну військову кар'єру.
Орлов з ентузіазмом сприйняв більшовицький переворот 1917 р., вступив до Червоної армії і як агент ГРУ брав участь у саботуванні білогвардійського руху на Київщині. Пізніше Орлов вивчав право й працював над новим карним кодексом у Москві, де його примітив Фелікс Дзержинський і забрав в ОГПУ.
У вересні 1936 р. Орлов був призначений спецпосланником СРСР при республіканському уряді Іспанії з секретним завданням налагодити розвідувальну діяльність й організувати саботаж армії франкістів. У 1936 р., ймовірно, він запланував «іспанську Катинь» — масовий розстріл близько 12 тис. противників комуністичного режиму (найбільше 8 листопада 1936 р.). У жовтні 1936 р. Орлов отримав від новопризначеного голови НКВД Миколи Єжова наказ вивезти золотий запас Іспанії в Москву. Орлов і посол СРСР Марсель Розенберг (розстріляний у 1938 р.) переконали міністра фінансів і прем'єр-міністра республіканського уряду Іспанії в необхідності перевезти золото на зберігання в СРСР, доки не буде розбито армію Франко. За пізнішими свідченнями Орлова, він був здивований тим, наскільки легко це вдалося. Особливо зважаючи на те, що секретна телеграма, підписана «Іван Васильович» (ім'я Сталіна в листуванні радянської розвідки), забороняла Орлову й Розенбергу підписувати будь-яку угоду, яка б засвідчувала передачу золота.
Іспанський уряд, передбачаючи втрату Мадриду, тоді вже вивіз золотий запас країни зі столиці й сховав його в одній з печер Картагени. Ніби за збігом у портах Іспанії знаходилися чотири радянські кораблі, які щойно доставили радянські танки на знак допомоги республіканському урядові Іспанії. За повного сприяння уряду Орлов організував завантаження золотого запасу на кораблі й переправлення його до Одеси. Загалом у Москву було вивезено 510 тонн золота, що становило 72.6 % усього золотого запасу Іспанії.

## Утеча
У середині 1938 року Орлов отримав наказ прибути на радянське судно «Свір» в Антверпені для зустрічі з представником Центру С. М. Шпігельгласом. Побоюючись арешту й повернення в Радянський Союз, де його міг очікувати розстріл, Орлов, захопивши 60 тис. доларів з оперативних коштів НКВД, разом з дружиною Марією Владиславівною Рожнецькою (1903–1971) і дочкою Веронікою (1922–1940) за допомогою знайомого німецького лікаря, який раніше лікував його доньку, яка страждала серцевим захворюванням, утік через Францію та Канаду в США. Перед утечею Орлов відправив листи Єжову й Сталіну, у яких попередив, що видасть радянських агентів у багатьох країнах, якщо його сім'ю або родичів, що залишилися в СРСР, будуть переслідувати.

## Наслідки втечі Орлова
Утеча Орлова кинула підозру на керівні кадри розвідки. Керівник спеціальної опергрупи Яків Серебрянський (керував шістнадцятьма нелегальними резидентурами в Німеччині, Франції, США та інших країнах) був відкликаний з Парижу і 10 листопада 1938 року разом з дружиною заарештований у Москві біля трапа літака. 7 липня 1941 року військова колегія Верховного суду СРСР засудила Серебрянського до розстрілу з конфіскацією майна, але незабаром він був відпущений.
У 1952 році Орлов опублікував у журналі «Лайф» серію статей, що склали згодом книгу «Таємна історія сталінських злочинів» (Orlov A. The Secret History of Stalin's Crimes. — New York, 1953). Ця книга була перекладена багатьма мовами, зокрема й російською (1983). Відомості з цієї книги широко використовувалися російськими істориками та письменниками ще до її виходу в СРСР (1991).
У 1962 році в США вийшла друга книга Орлова — «Посібник з контррозвідки і ведення партизанської війни».
На численних допитах у ФБР і інших західних спецслужбах Орлов повідомив достатньо багато відомостей про роботу органів держбезпеки СРСР у Європі і всередині країни, але фактично зумів ввести ФБР в оману відносно своєї служби в НКВС і не видав особисто йому відому закордонну агентуру радянської розвідки, у тому числі групу Кіма Філбі.

## Розвінчання брехні
Орлов вигадав багато фактів про свою біографію, імовірно, для того, щоб підвищити свій статус в очах американських владних органів. Наприклад, він видав себе за генерала НКВС попри те, що такого звання на той час не існувало і він насправді був майором. Також Орлов перебільшив свою роль у перевезенні іспанського золотого запасу до СРСР (він не вів переговори з іспанським урядом щодо цього). Загалом для слідчих ФБР і західної публіки Орлов видавав себе за «людину Сталіна» в Іспанії, хоча був лише одним із оперативних працівників.
Разом з тим Орлов приховав від слідчих низку фактів, які б допомогли у викритті радянських шпигунів у країнах Заходу. Також він не згадував про те, що брав участь у ліквідації троцькістських опонентів Сталіна в Іспанії (зокрема він організував викрадення Андреу Ніна).

Нездатність американських слідчих відділити факти від вигадок у свідченнях Орлова пояснюють тим, що тоді вони ще не мали достатнього досвіду роботи з радянськими шпигунами-перебіжчиками.
«На сьогодні встановлено, що більшість з того, що казав Орлов — чи то під присягою, чи надаючи свідчення офіцерам органів безпеки США, чи то в приватних розмовах зі своїм другом Газуром — було повноцінною вигадкою».

## У літературі і мемуарах
- Згадується в романі Ернеста Хемінгуея «По кому подзвін» під прізвищем Варлей.
- Зустріч з Орловим в Іспанії описує Кирило Хенкин у своїй книзі «Мисливець догори ногами».
- Володимир Солоухін: «І чи не той це Орлов, який до 1938 року був уже генералом НКВД і, перебуваючи в Іспанії, втік від Сталіна і переховувався 25 років, а потім написав книгу спогадів „Таємні злочини Сталіна“? А сам він, значить, ніяких злочинів не скоював і звання генерала НКВС заслужив, граючи на мандоліні? …»[9]